# 斗六門戰役
斗六門戰役，戴潮春事件系列戰役之一，臺灣清領時期同治元年（1862年）農曆五月起，天地會不時進攻斗六門；七月間，臺灣鎮總兵林向榮偕臺灣水師協副將王國忠進駐斗六門街，卻被天地會紅軍股首陳弄、嚴辦包圍，期間糧道斷絕，來自郡城與周遭部隊的馳援屢屢失利，林向榮等只得坐困愁城。同年九月十七日夜清軍試圖突圍，仍被紅軍擊潰，清軍死傷慘重，此役包含臺灣鎮總兵林向榮在內，總計折損逾三十名文武官員。

## 前哨戰
同治元年（1862年）春，天地會起事攻下彰化縣城後，不少彰化縣與嘉義縣的村莊股首響應天地會，舉紅旗反抗清政府，而嘉義縣城諸紳始終支持官軍，叛亂村莊團練便自三月廿八日起包圍嘉義縣城，臺灣水師協副將王國忠自堅守嘉義縣城，抵擋多次天地會進犯，臺灣鎮總兵林向榮在救援北上路程中亦屢遭攻擊，鏖戰多月，待到廈門援軍抵達才順利突圍，兼之柳仔林庄黃豬羔、店仔口（今臺南市白河區）吳墻（吳志高）脫離天地會、加入官軍，六月初八日終告解圍。
在嘉義縣城被包圍期間，天地會首領之一戴潮春於五月間進攻斗六門，有賴都司湯得陞堅守，嘉義城守將王國忠（臺灣水師協副將）亦出兵救援，才讓敵軍決議撤退。千總蔡朝陽於此役陣亡。

## 過程

### 林向榮移駐斗六門
同治元年（1862年）六月初八日，臺灣鎮總兵林向榮進駐嘉義縣城，原欲招撫附近村莊，爭取多點地盤，再慢慢進兵，按部就班奪回彰化縣城，但位在臺灣府主事的道臺洪毓琛不同意這種作法。洪毓琛認為「臺灣大勢，靠海為泉州人，倚山為漳州人，今次的動亂，是漳人依附天地會對抗泉州人，若自海口進兵出擊，泉州人將會憑藉功勳，爭討封官。又，可採就地購糧的方式，也可以省下大量的轉運費用。」為理由，多番催促林向榮速戰速決。
七月間，林向榮經不住洪毓琛催促，無奈揮師北上，進駐斗六門，卻選在斗六門街中的都司衙屯兵。副將王國忠力勸不可，曰：「屯兵街中則如深陷老鼠穴內，無法抵禦反抗軍四面包圍，不如屯兵郊外，還方便聲援互通消息。」林向榮不聽；不久，果如王國忠所言，反政府軍股首陳弄、嚴辦、許豐年、劉阿屘等各地團練合群，集結數萬兵馬，包圍斗六門外，並一舉截斷糧道。

王國忠曾嘗試率兵衝突，無法突圍，連日與賊鏖戰，全無外援。臺灣道員洪毓琛接獲消息後，才令塗庫庄首領陳澄清率領百名村勇馳援斗六門，爭搶糧道，仍被敵軍拒卻。

昭和五年（1930年）的臺南州行政區劃圖，含括事件交戰地點的清代古地名，尚可按圖索驥。

### 糧道攻防戰
八月間，臺灣道洪毓琛調派參將陳國詮帶餉金八千餘金，行經打貓（今嘉義縣民雄鄉），因當日有微微細雨，陳國詮打算暫時歇息，黃姓把總（金門人）表示反對，認為兵貴神速，若拖延太久，會吸引賊黨的注意，陳國詮遂持續進軍，中途果真遇到賊黨的追擊，清軍鏖戰得勝，順利將餉款運至斗六門軍營。陳國詮款項運至軍營，向米戶林炳森購買米糧，林炳森建議將米糧囤放於石龜（今雲林縣斗南鎮），可省下腳伕運送費用，但在林炳森協助運糧的過程中，中途的十舍娘庄、烏瓦磘庄（今雲林縣斗南鎮）被天地會紅軍佔據，糧道受阻，難以抵達。期間，僅塗庫首領陳澄清能殺出血路，運米到營，其餘運糧部隊多遭敵營攔阻，多不能達。外委黃金城曾率領楊、李兩名兵卒執械奮勇殺賊，但寡不敵眾，均戰死沙場。
同一時期，天地會首領戴潮春迫於情勢，五月之後將彰化縣城轉讓予林日成入主，自己則率領部隊在內山各處發餉，更圖謀南下發展，五月便曾進攻過斗六門，八月間再度臨斗六堡壘外圍督戰，助長反抗軍聲勢與氣焰。原清軍駐紮斗六門附近村莊如石榴班庄等，原已與林向榮協商輸米，後來卻見天地會部隊聲勢浩大，且紅軍軍師劉阿屘出面要脅，石榴班庄等受迫，便暫停接濟林向榮，林向榮數千部眾陷入缺糧困境。
洪毓琛第二度自府城派餉，遣守備許黃邦、千總許炳押送餉銀一萬兩北援斗六門，經行柳仔林（今嘉義縣水上鄉）時，卻被原本依附官軍的黃豬羔所奪，許黃邦被俘虜，僅有千總許炳押送 2000 兩安然抵達斗六門。

### 斗六門突圍戰

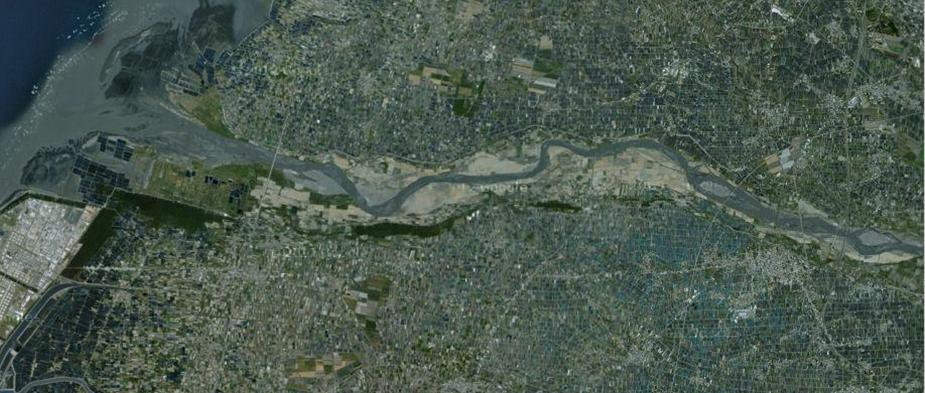
今濁水溪空照圖，現今濁水溪河道流經彰化縣溪州鄉，但同治年間的濁水溪水道較偏北邊；水道流經彰化縣北斗鎮一帶，而寶斗街的北勢寮即位於舊濁水溪北岸。

林向榮等久受糧食不足之苦，困在斗六門街市月餘，陸續依靠殺馬取食，以草根樹皮雜龍眼核、鞋皮混煮充飢。坐困愁城之際，副將王國忠請求出兵，欲殺出血路退守海豐崙（今雲林縣斗六市），以便取糧，但自稱善於占卜的安平守備林國泰卻表示，明日即刻有救兵來援，林向榮雖然對林國泰所言疑惑，仍選擇駁回王國忠請求，另遣派林向皋赴往海豐崙求援。
九月十三日夜，林向榮族弟林向皋（或林向日）前往海豐崙求援，海豐崙庄人卻認為林向皋兵馬過少，懷疑林向皋來歷，拒絕出兵的請求，林向皋求援無門，不慎落入天地會黨羽手中。是夜，紅軍放火燒屋，百餘間慘遭焚毀，又趁亂進攻，清軍不得不退入斗六土城之內。
九月十七日夜，王國忠自請前鋒，率領三十二親兵突破重圍，後戰至存翁洗（《戴案紀略》作翁洸）等十八名親兵以在寶斗仔濁水溪畔（今彰化縣北斗鎮北勢寮）力竭身亡，王國忠亦被天地會黨俘虜，凌遲剮之。清軍陣營中屯番把總潘永壽、外委劉金彥被圍已久，私下與反抗軍聯繫，見王國忠作戰失利，便決定引敵軍進入土壘，密約髮插香的清兵不殺。此役以清軍失守、紅軍奪下斗六門告終。

### 白軍馳援失利
林向榮被圍攻斗六門之時，鹿港生員楊清時曾請鹿港守將曾玉明出兵小埔心，分散敵軍兵力，以救斗六門，但被曾玉明拒絕；又拜託曾玉明檄飭寶斗仔各莊發民勇進攻，以救林向榮，仍被曾玉明駁回。楊清時決定自行出兵，偕總理許行義帶勇 400 名馳援斗六門，卻在路途中被天地會紅軍攔截，雙方鏖戰番婆庄，退至湖仔內拒守，結合鄰近村莊力戰紅軍，嗣後又退屯寶斗仔街，與小埔心首領陳弄激戰數月，兵少糧缺，自顧不暇。
浙江補用同知林廷翰，與其子林竣辦局，同因奔救斗六而殉難。已故臺灣北路協林得成之子林上達，時為同知，為父報仇，亦因馳援斗六門陣亡。

## 清軍折損名單

### 殉職名單
斗六門失陷，清軍傷亡慘重，總計逾三十名文武官員喪命，林豪《東瀛紀事》、蔡青筠《戴案紀略》收錄名單如下：
| 姓名   | 官銜                     | 備註 | 參考來源    |
| ------ | ------------------------ | --- | ----------- |
| 蔡朝陽 | 原千總，升署斗六門都司   | 死於五月戰役。 | [ 4 ] [ 3 ] |
| 林向榮 | 臺灣鎮總兵               | 仰藥自盡。 | [ 4 ] [ 3 ] |
| 王國忠 | 臺灣水師協副將           | 嘉義縣人。 率十八名親兵翁洗等大戰而敗，親兵全數陣亡寶斗仔溪（舊濁水溪）畔， 北斗鎮乃有「十八將軍墓」之典故即源於此。 | [ 4 ] [ 3 ] |
| 顏常春 | 參將                     | | [ 4 ] [ 3 ] |
| 寗長敬 | 同知                     | 《戴案紀略》載凌長敬。                                                                                               | [ 4 ] [ 3 ] |
| 劉國標 | 噶瑪蘭都司（署斗六都司） | 俠士劉安原想營救劉國標性命，被劉國標拒絕，劉國標殉職。                                                               | [ 4 ] [ 3 ] |
| 石必得 | 漳州府龍巖州建寧守備     | | [ 4 ] [ 3 ] |
| 沈登龍 | 守備                     | 《戴案紀略》載北中營千總。                                                                                           | [ 4 ] [ 3 ] |
| 王光春 | 護理都司（本職千總）     | 《戴案紀略》載右營千總。                                                                                             | [ 4 ] [ 3 ] |
| 孫鵬程 | 把總                     | | [ 4 ] [ 3 ] |
| 寗長泰 | 把總                     | | [ 4 ] [ 3 ] |
| 李青   | 南路營把總               | 《戴案紀略》載臺灣鎮中營。                                                                                           | [ 4 ] [ 3 ] |
| 段得壽 | 屯番把總                 | 《戴案紀略》載蕭壟屯把總。                                                                                           | [ 4 ] [ 3 ] |
| 孫朝榮 | 安平中營外委             | 南澳人。 | [ 4 ] [ 3 ] |
| 許祥光 | 安平右營外委             | | [ 4 ] [ 3 ] |
| 徐精忠 | 外委                     | | [ 4 ] [ 3 ] |
| 林忠成 | 署外委                   | | [ 4 ] [ 3 ] |
| 林張成 | 不詳                     | 林向榮長子，同民團首領陳車（大舌車）與陳束初戰死沙場。                                                               | [ 4 ] [ 3 ] |
| 紀氏   | 泉州籍駐斗六班兵         | | [ 4 ] [ 3 ] |
| 鄭添祿 | 臺灣水師協千總           | 臺灣縣人。 | [ 4 ] [ 3 ] |
| 趙基英 | 臺協左營千總             | 詔安人。 | [ 4 ] [ 3 ] |
| 黃忠泰 | 艋舺陸路把總             | | [ 4 ] [ 3 ] |
| 李朝華 | 臺協中營把總             | 彰化縣人。 | [ 4 ] [ 3 ] |
| 林朝來 | 臺協左營把總             | 同安人。 | [ 4 ] [ 3 ] |
| 葉榮魁 | 城守營左營外委           | | [ 4 ] [ 3 ] |
| 鄭朝龍 | 安平中營外委             | 閩縣人。 | [ 4 ] [ 3 ] |
| 黃捷升 | 城守營頭司外委           | | [ 4 ] [ 3 ] |
| 郭天賜 | 外委                     | | [ 4 ] [ 3 ] |
| 麻振輝 | 外委                     | | [ 4 ] [ 3 ] |
| 葉長青 | 稿書                     | | [ 4 ] [ 3 ] |

### 俘虜名單
| 姓名   | 身份                              | 備註                                                                   | 參考來源 |
| ------ | --------------------------------- | ---------------------------------------------------------------------- | -------- |
| 林向皋 | 台灣縣學生員 林向榮族弟（廈門人） | 被囚居戴潮春家，戴潮春妻許氏十分厚待，甚至願許以許氏之妹為親。         | [ 4 ]    |
| 王獻瑤 | 舉人                              | 被戴潮春賞識而不殺，原本委以辦局重任，後透過裝瘋賣傻，天地會遂釋放之。 | [ 4 ]    |
| 王鍾秀 | 幕友（金門人）                    | 被紅軍宰相莊天賜所救，後逃脫往牛罵頭，繼續對抗紅軍。                   | [ 4 ]    |
| 陳吉生 | 稿識                              | 被鄭大柴、謝秀娘夫婦救下，小埔心首領陳弄委任其為書記。                 | [ 4 ]    |
| 潘春輝 | 屯番把總                          | 俘虜後逃脫成功，並提拿天地會陳還、陳臨，押回鹿港祭旗處死。             | [ 4 ]    |
| 林有才 | 義首（民團首領）                  | 被執。                                                                 | [ 4 ]    |
| 王飛琥 | 義首（民團首領）                  | 被執。                                                                 | [ 4 ]    |

## 後續
- 林向榮之妻吳氏在任收到丈夫訃文後，絕食而死[4]；另一說為伏藥自盡[3]。
- 斗六門在九月十七日失陷後，臺灣道道員洪毓琛派遣姚僮募集南路粵勇 500 名，再調屯丁 500 名馳赴嘉義縣，和署知縣白鸞卿、參將湯得陞合力守衛嘉義縣城，嘉義縣城在同治元年（1862年）間，第二度被天地會反抗軍包圍，直至翌年二月署福建水師提督吳鴻源率師抵達，才解除長達六個月的嘉義圍城。[4]

## 評論
林豪在《東瀛紀事》一書中，以唐代哥舒翰以及明末孫傳庭的典故，描述臺灣鎮總兵林向榮的困境，直言致使斗六門失守、林向榮陣亡，遠在百里外的監軍（暗指臺灣道道臺洪毓琛）應引此為咎。此外，林豪也批評鹿港駐軍（曾玉明）作壁上觀、不作為的態度。